# Joseph Swan

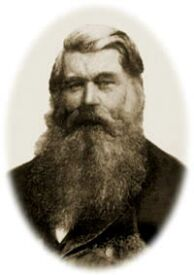
Joseph Swan, ca 1900

Joseph Wilson Swan (Sunderland, 31 oktober 1828 – Warlingham, 27 mei 1914) was een Engels schei- en natuurkundige en werd bekend door de rol die hij speelde in de ontwikkeling van de gloeilamp. Daarnaast leverde hij een belangrijke bijdrage aan de fotografie, door de uitvinding van het droge fotopapier.

## Levensloop
Swan werd geboren te Pallion Hall in Bishopwearmouth (nu wijk in Sunderland) als zoon van John en Isabella Swan. Als nieuwsgierig kind reeds geïnteresseerd in creatieve avonturen, werd hij op 13-jarige leeftijd leerling bij een lokale apotheker. Thuis experimenteerde hij intensief met scheikunde en elektriciteit. In 1845 demonstreerde William E. Staite zijn elektrische booglamp op het atheneum dat Swan bezocht en deze demonstratie maakte veel indruk op hem. Later trad hij in dienst bij Mawson's, een farmaceutisch bedrijf in Newcastle upon Tyne dat films en fotografische platen maakte. Hier leerde hij over de meest recente fotografische technieken, zoals elektro- en daguerreotypie. In 1856 patenteerde Swan een verbeterd fotografisch proces op basis van collodium.

## Elektrisch licht
In de jaren 50 van de 19e eeuw begon Swan te experimenteren met het maken van elektrisch licht. Zijn eerste gloeilamp bestond uit een strookje verkoold papier tussen twee elektrodes in een geëvacueerde glazen bol. Rond 1860 had hij een gloeilamp die werkte en verkreeg er een octrooi op in Groot-Brittannië. Voor praktische toepassingen was zijn model ongeschikt. Omdat hij de bol niet goed luchtledig kon krijgen, bleef een weinige hoeveelheid zuurstof achter in de bol, waardoor de hete koolstof gloeidraad snel tot as verbrandde en de levensduur van de gloeilamp sterk verkortte. Door de lamp op een lagere temperatuur te laten werken kon hij de levensduur verlengen, maar dan gaf de lamp weer te weinig licht. Ook de beperkte beschikbaarheid van elektriciteit zorgde ervoor dat zijn eerste pogingen om een praktische gloeilamp te maken faalden.
Vijftien jaar later, in 1875, toen de betere vacuümpompen van Sprengel beschikbaar kwamen hervatte Swan zijn experimenten. In 1878 had hij een veel beter werkende gloeilamp gemaakt met een gloeidraad van koolstof. Op 19 december 1878 demonstreerde hij zijn uitvinding tijdens een bijeenkomst van de Chemical Society in Newcastle. In de vacuüm omgeving van de glazen bol kan door de afwezigheid van zuurstof de koolstof gloeidraad niet meer verbranden. De lamp kan hierdoor op een hogere temperatuur werken, waardoor deze veel meer licht uitstraalt. Swans huis in Gateshead was het eerste ter wereld dat met gloeilampen werd verlicht. Voor de commerciële productie ervan richtte hij in 1881 de Swan Electric Light Company op.
Een paar jaar later, terwijl hij op zoek was naar betere materialen voor zijn gloeilampen, patenteerde hij een procedé om het explosieve nitrocellulose te denitrificeren zodat het minder brandbaar werd. Door vervolgens deze deegachtige substantie door nauwe gaten te persen, verkreeg hij dunne draden van gelijke dikte. Door de draden dunner te maken nam de ohmse weerstand toe en kon de lamp op hogere spanningen en lagere stromen werken. Hoewel Swan voor dit materiaal geen andere praktische toepassingen voorzag dan als filament, zou dit materiaal later als kunstzijde (rayon) op grote schaal in de textielindustrie worden toegepast.

## Concurrentie
Swans ontwikkelingen liepen gelijk met die van de Amerikaanse uitvinder Thomas Alva Edison, die zijn eerste gloeilamp op 21 oktober 1879 liet branden. In tegenstelling tot Swan verkocht Edison niet alleen gloeilampen, maar legde ook de complete elektrotechnische infrastructuur aan. In eerste instantie betwistten de twee uitvinders elkaar, maar later legden ze het juridische geschil bij en richtten ze in 1882 de Edison & Swan United Electric Company op – beter bekend onder de handelsnaam Ediswan.
Daar waar Swan verkoold cellulose gebruikte als basismateriaal voor zijn gloeidraden, gebruikte Edison kooldraden gemaakt van gecarboniseerde bamboevezels. Pas toen Edisons bedrijf opging in General Electric, ging ook Edison over op cellulose. Het zou de industriële standaard blijven voor gloeidraden totdat William Coolidge rond 1908 erin slaagde om dunne draden te trekken van gesinterd wolfraam.
Later claimde de uit Duitsland afkomstige Amerikaanse immigrant Heinrich Göbel dat hij de uitvinder van de gloeilamp was, en niet Edison of Swan. In 1854 had hij een gloeilamp gemaakt met een gloeidraad van verkoolde bamboevezels in een bijna luchtledig barometerglas, terwijl Sir J.W. Swan dat pas enige jaren later zou lukken. Door het ontbreken van een economische elektriciteitsbron kon hij echter zijn uitvinding niet commercieel te gelde maken. Ook hadden deze experimentele lampen slechts een zeer beperkte levensduur.

## Fotografie
Een andere belangrijke uitvinding van Swan lag op het gebied van de fotografie, waarbij hij de ontwikkelingen van de Brit William Fox Talbot op de voet volgde. In die tijd werkte men met fotografische platen die altijd nat moesten blijven. Swan ontdekte echter dat de lichtgevoeligheid van een zilverbromide emulsie toenam indien deze verwarmd werd. In 1871 slaagde hij erin de eerste 'droge' fotografische plaat te maken. Acht jaar later patenteerde hij bromide-papier, lichtgevoelig papier dat op grote schaal gebruikt wordt voor het afdrukken van foto's vanaf een negatief.

## Onderscheidingen
In 1894 werd hij gekozen tot lid van de Royal Society of London, die hem in 1904 de Hughes Medal uitreikte voor zijn wetenschappelijk verdiensten. Datzelfde jaar werd Swan door koning Eduard VII geridderd en sindsdien mocht hij zich Sir noemen. Hij werd ook erelid van de Pharmaceutical Society. Reeds eerder, in 1881 tijdens een bezoek aan de Internationale Elektriciteitstentoonstelling in Parijs, was hij onderscheiden met de Nationale orde van het Legioen van Eer.
- Bibliothèque nationale de France: cb15726389b (data)
- Gemeinsame Normdatei: 117679186
- International Standard Name Identifier: 0000 0000 7849 0127
- Library of Congress Control Number: no2003111194
- PIC: 300951
- SNAC: w6fx92h4
- Union List of Artist Names: 500061787
- Virtual International Authority File: 15100261
- WorldCat: E39PBJpPGYCbfXXtPQwc4vmmVC